# Sawgrass
Sawgrass és una concentració de població designada pel cens dels Estats Units a l'estat de Florida. Segons el cens del 2000 tenia 4.942 habitants.

## Demografia
Segons el cens del 2000, Sawgrass tenia 4.942 habitants, 2.445 habitatges, i 1.559 famílies. La densitat de població era de 617,5 habitants/km².
Dels 2.445 habitatges en un 16,7% hi vivien nens de menys de 18 anys, en un 56,6% hi vivien parelles casades, en un 5,7% dones solteres, i en un 36,2% no eren unitats familiars. En el 31,7% dels habitatges hi vivien persones soles l'11,8% de les quals corresponia a persones de 65 anys o més que vivien soles. El nombre mitjà de persones vivint en cada habitatge era de 2,02 i el nombre mitjà de persones que vivien en cada família era de 2,51.
Per edats la població es repartia de la següent manera: un 14,3% tenia menys de 18 anys, un 3,3% entre 18 i 24, un 20,6% entre 25 i 44, un 34,2% de 45 a 60 i un 27,6% 65 anys o més.
L'edat mediana era de 52 anys. Per cada 100 dones de 18 o més anys hi havia 84,4 homes.
La renda mediana per habitatge era de 80.932 $ i la renda mediana per família de 98.026 $. Els homes tenien una renda mediana de 73.289 $ mentre que les dones 40.933 $. La renda per capita de la població era de 64.798 $. Cap de les famílies i el 2,5% de la població estaven per davall del llindar de pobresa.

## Poblacions més properes
El següent diagrama mostra les poblacions més properes.